# Diman
Diman (en népalais : डिमन) est un comité de développement villageois du Népal situé dans le district de Saptari. Au recensement de 2011, il comptait 4 283 habitants.